# Rosshorn
Rosshorn är ett berg i Österrike.   Det ligger i förbundslandet Tyrolen, i den sydvästra delen av landet, 300 km väster om huvudstaden Wien. Toppen på Rosshorn är 3 068 meter över havet, eller 155 meter över den omgivande terrängen. Bredden vid basen är 0,64 km. Rosshorn ingår i Rieserferner Gruppe.
Terrängen runt Rosshorn är huvudsakligen bergig. Runt Rosshorn är det glesbefolkat, med 19 invånare per kvadratkilometer.. 
Trakten runt Rosshorn består i huvudsak av gräsmarker.